# 雪平莉左

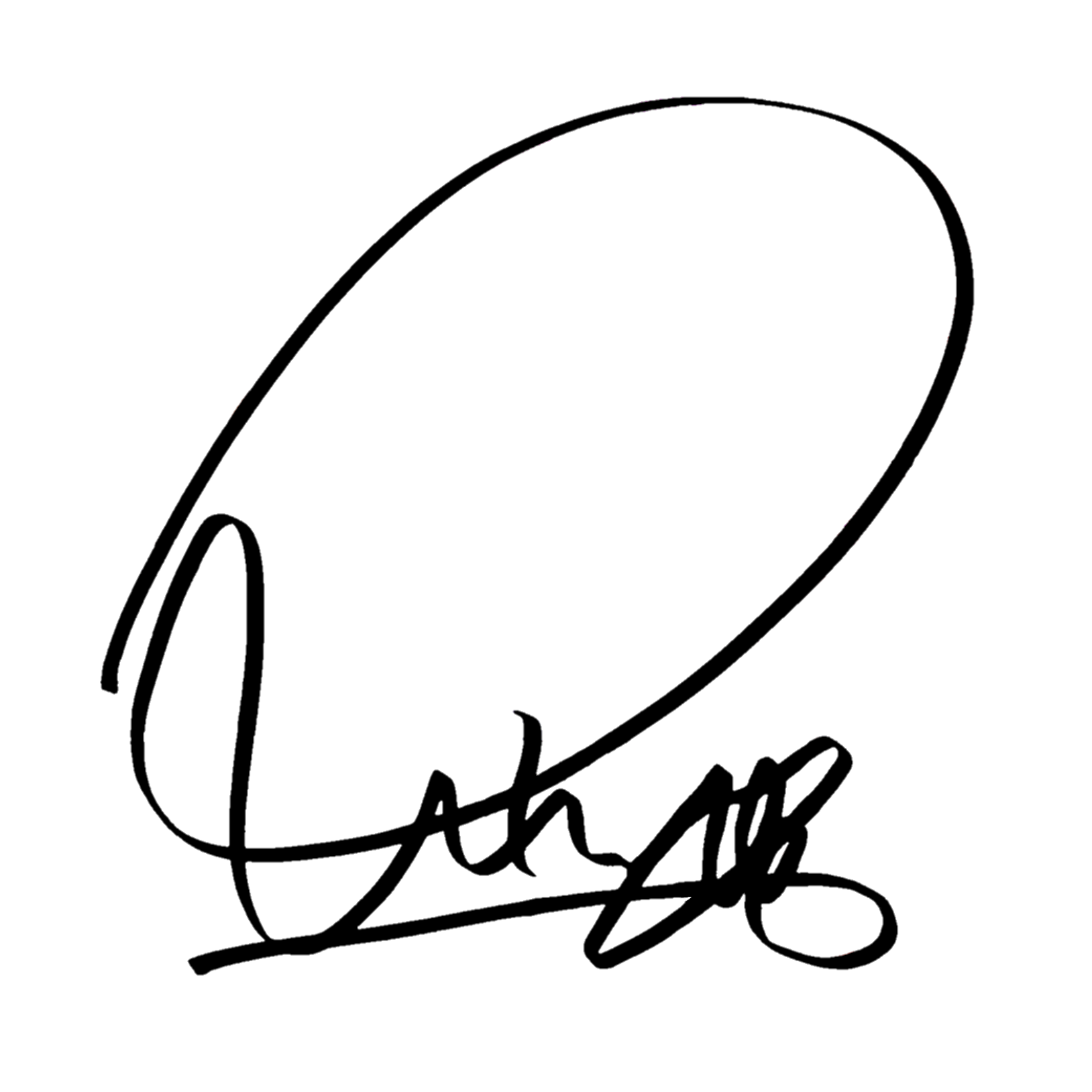
サイン

雪平 莉左（ゆきひら りさ、1994年〈平成6年〉6月17日 - ）は、日本のグラビアアイドル、タレント、ラウンドガール、モデル、元レースクイーン。
愛知県豊田市出身。旧名義は葉月 えみり（はづき えみり）。スカイハイプロモーションズを経て（詳細は後述）、2024年現在はプラチナムプロダクション所属。

## 来歴

### 日常に飽きての上京、葉月えみりとしてデビュー
学生時代から地元でも芸能事務所にスカウトされることはあったが、当時はまだ自信が持てず芸能活動は考えていなかった。しかし、地元のインテリア会社でのOLを3年間経て「日常に飽きたな」と思うことが増え、何か違うことを始めたくなったうえに東京に来て遊ぶことが多かったこともあり、思い切って上京したという。
2019年、葉月えみりの芸名でスカイハイプロモーションズに所属してデビューし、同年のSUPER GT「YOKOHAMA ADVAN GAL」（TEAM MUGEN、相方：夏江花）としてレースクイーン活動を行う一方、レースクイーン雑誌『ギャルズ・パラダイス「2019レースクイーンデビュー編」』（三栄）の表紙やグラビアページ、付録DVDにて自身らレースクイーンたち6人での水着姿も披露する。また、ゴルフ雑誌『GOLF TODAY』のイメージガール「GTバーディーズ」のほか、同年7月3日から7月7日までインパクト・チャレンジャーホールにて開催された『バンコク・インターナショナル・オートサロン2019』のイメージガール（相方：琴すずの）、9月12日から9月15日まで幕張メッセにて開催された『東京ゲームショウ2019』にて日本工学院専門学校のコンパニオン兼コスプレイヤー（相方：林紗久羅）といった各モーターショーでの広報活動も行っていたが、同年内で離籍した。

### 雪平莉左への改名、グラビアアイドルやラウンドガールに
2020年5月、プラチナムプロダクションからInstagramを通じてスカウトされ、その担当者であるマネージャーが男性だったことからも当初はナンパかと無視していたが、仕事関係の知人がそのマネージャーと知り合いだったことから面接を経て移籍し、雪平莉左に改名する。同年8月8日、月刊情報誌『東京カレンダー』の連載企画「東京プールラバー2020」に呼ばれたことがきっかけで、テレビや雑誌に出演する機会も増えた。当時はちょうどコロナ禍となった時期でオーディション自体が中止となっており、『東京カレンダー』にはたまたま呼ばれて自前の水着とメイクで行った。その後、集英社から2021年1月発売の『週刊プレイボーイ』や『週刊ヤングジャンプ』のグラビアの仕事をもらったことがグラビアアイドルとしての始まりになり、同年3月発売の後者と同時に発売した初のデジタル写真集『癒されたい』は各ランキングで軒並み1位となった。当初は『東京カレンダー』で注目されるとはまったく思っておらず、実感もないグラビアを続けることは考えていなかったが、撮影現場にてスタッフに「最初からこの雑誌に出られるってすごいね」と言われるなど、皆から期待されるなら結果を出したいと思い、力を入れたという。
2022年4月21日、初のソロ写真集『とろける。』（集英社）を発売した。同写真集は「美」をテーマとして小浜島・屋久島・北海道にてロケを行い、水着姿・下着姿・コスプレ姿を披露したほか、それに際して週2回のジム通いや週1回のエステサロン通いなどのボディーメイクに1年を費やして磨きをかけたこともあり、Amazon写真集売れ筋ランキング（グラビア女性部門）で第1位、オリコン週間BOOKランキング（写真集部門）で第4位、セブンネットで一時在庫切れとなるなどの反響を経て、同年5月12日には重版が決定した。
2022年6月7日、さいたまスーパーアリーナにて開催されたプロボクシング世界バンタム級3団体統一戦「井上尚弥対ノニト・ドネア戦」で天野麻菜と共にラウンドガールを務めて注目され、試合直後に「ラウンドガール」がトレンド入りした。また、各販売サイトにて『とろける。』の売り切れが続出したほか、自身のInstagramとTwitter（現：X）のフォロワー数がおよそ8万人と3万人増加した。同年6月21日、写真週刊誌『FLASH』同年7月5日号（光文社）の表表紙・巻頭グラビア・裏表紙を飾ったほか、先日の井上対ドネア戦の勝利者インタビュー中に見せた涙の理由を述べた。7月19日、『とろける。』の2回目の重版が決定したことを記念し、オフショットやコメントが各ニュースサイトにて公開されたほか、自身のInstagramでは小浜島でのオフショットを公開した。
2022年10月12日（10月11日深夜）、バラエティ番組『千原ジュニアのヘベレケ』（東海テレビ）にゲスト出演し、同郷出身の井戸田潤（スピードワゴン）から美貌を称えられると共に、愛知県が「（日本）3大ブス」などと罵られている現状についての話を振られる。それに対し、自身と同様に活躍している同県出身のえなこや沢口愛華を挙げて定説を否定し、改めるよう述べた。
2022年11月21日、同年10月27日にInstagramにて公開したリール動画の再生回数が2100万回を超え、その後も1日50万回ペースで伸び続けていることが注目を集めたほか、『とろける。』の3回目の重版が決定した。12月5日、集英社のデジタルコンテンツを対象としたグラビア賞レース「グラジャパ！アワード2022」（同社）にてグランプリを受賞し、授賞式に登壇して感謝を述べた。

### グラビアアイドルとして躍進、多彩なタレントへ
2022年12月10日、東京都内にて開催された2023年カレンダーの発売記念イベントに登壇し、去年は発売できなかったカレンダーを今年は発売できたことへの嬉しさを明かしたほか、今年1年をグラビアでの活躍から「躍」と漢字1文字で表して来年への意気込みを明かした。同年12月13日、バラエティ番組『相席食堂』（朝日放送）の「美ボディ相席」の第2弾ゲストとして愛媛県西予市を訪れ、大悟（千鳥）いわく「愛人っぽいテンション」で旅を展開する姿や、セクシーな衣装で雑巾がけレース「Z-1グランプリ」に特別に飛び入り参加した姿が放送された。12月26日、デジタル写真集『極上チラリズム』（光文社）が同年に発売された『FLASH』デジタル写真集において初月売り上げランキングで第1位を記録したことを記念し、同社の会員制サイト「FLASH Prime」にて未公開カット20枚が公開された。
2023年1月4日、「グラジャパ！アワード2022」の受賞者の村島未悠や志田音々と共に『週刊プレイボーイ』同年3・4合併号の表紙を飾ったうえ、志田とは共に巻頭グラビアや付録DVDをも飾ったほか、そのアザーカットを単独で収録したデジタル写真集『凜として、純白。』（集英社）が発売された。また、2022年にグラビアやSNSにて注目された美女8人で結成されたユニット「ハネルガールズ2023」の一員として、『週刊ヤングジャンプ』2023年6・7合併号の表紙や巻頭・巻中・巻末のグラビアを飾った。2023年1月31日、アイドルグラビア雑誌『UP to boy』の増刊ムック『UTB G vol.5』（ワニブックス）の表紙と巻頭グラビアを初登場で飾り、温泉旅行をテーマとして濡れ肌姿やランジェリー姿、ゴルフウェア姿などを27ページに渡って披露した。
2023年3月16日（3月15日深夜）、テレビドラマ『おひとり様ゴルフ』（テレビ東京）にて初主演を務めた。台詞のほとんどはアフレコであり、台詞と演技を分けて行えたのでやりやすかったという。同年3月18日、平和島競艇場にて初のトークショーに登壇し、演技の仕事やバラエティの仕事への意欲を見せたほか、ボート予想にも挑戦して6Rで3連単5070円を的中させ、拍手を受けた。4月4日、JAグループのYouTubeチャンネル「ゆるふわたいむ」の2代目MCに就任し、初代MCの貴島明日香から通販サイト「JAタウン」のイメージキャラクター「じぇー太」を受け取った。5月30日、ベルーナドームにて開催されたプロ野球の西武ライオンズ対阪神タイガース戦で初の始球式に登板した。
2023年6月29日、『週刊ヤングジャンプ』同年31号の表紙と巻頭グラビアを飾ったほか、次号（32号）の表紙も飾ることが発表された。その予告通り、同年7月6日には32号の表紙と巻頭グラビアを初の海外ロケとしてタイにて撮影された素材で飾った。なお、同じ人物が2号連続で表紙を飾ることは、同誌の長い歴史の中でも「滅多にない偉業」（あるいは「非常に稀」か「超異例」）であるという。
2023年7月11日、『FLASH』同年7月25日・8月1日合併号の表紙と巻頭グラビアを飾ったほか、グラビア活動の開始当初は30歳くらいが節目と思っており、今年の年明けにはどうしようか迷っていたが、ファンから「グラビアはもうやらないんですか？」との声や雑誌社から表紙の依頼を多くもらったため、まだまだ期待に応えたくなったとの旨を明かした。同年9月29日、写真週刊誌『FRIDAY』同年10月13日・20日合併号（講談社）にて全日本空輸 (ANA) のキャビンアテンダント (CA) 姿で巻中グラビアを飾った。同社との初コラボレーション企画であり、移動中や荷物整理中、機内サービス中などのCA姿が実際の旅客機内にて撮影された。
2023年11月24日、テレビドラマ『今日からヒットマン』第5話（テレビ朝日）にリンコ役でゲスト出演した。普段の自分とは異なる天真爛漫なリンコを演じるに際し、テンションや声のトーンを上げることには苦戦したが、俳優たちやスタッフたちが場を盛り上げてリードしてくれたという。

### 仕事の充実による年収の倍増
2023年12月16日、東京都内にて開催された2024年カレンダーの発売記念イベントに登壇し、去年を超える仕上がりに満足しているとの旨や白の水着姿を気に入っているとの旨などを明かしたほか、6年住んでいた部屋から一刻も早く引っ越したいとの旨に絡め、給料は月に3桁行ったが年収は5桁未満で去年の4倍になったとの旨を明かした。同年12月19日、『FLASH』2024年1月2日・9日・16日合併号の表紙と巻頭グラビアを飾ったほか、2024年には30歳になることを踏まえて「自立した大人というイメージだからこそシンプルに飾らずにいたいし、今までとは違う新しい部分を見せられたら」との思いを明かした。
2023年12月25日、青年向け漫画雑誌『週刊ビッグコミックスピリッツ』2024年4・5合併号（小学館）の表紙と巻頭グラビアを飾ったほか、デジタル写真集『Main Dish』（同社）が発売された。それらに際してのインタビューでは、最近はInstagramへの何気ない投稿がネットニュースになるのを見て不思議に思っており、何も意図せず公開しているのに反応が多いのは嬉しいが、少し困惑しているとの旨を明かしている。また、「雪平莉左 勝利の女神」をウェブ連載中である「日刊スポーツ」によるインタビューには、2023年12月24日に開催された第68回有馬記念にて本命のドウデュースを的中させたことや、ウインズ汐留でのトークショーライブ観戦が盛況だったことへの喜びを語った。
2024年1月15日、『週刊プレイボーイ』同年5号の表紙と巻頭グラビアをチューブトップ姿やランジェリー姿で飾ったほか、そのアザーカットを収録したデジタル写真集『冬に泳ぐ。〜prologue〜』（集英社）が発売された。同誌による依頼は1年ぶりであるうえに寒い時期の撮影だったことからも、昨年の活躍についてや今年の抱負についてを明かす際には、まず編集者に謝られている。同年2月1日、『週刊ヤングジャンプ』同年9号の表紙と巻頭グラビアをさまざまな姿で飾ったほか、そのアザーカットを収録したデジタル写真集『PINK』（同社）が発売された。
2024年3月12日、『FLASH』同年3月26日・4月2日合併号の巻中グラビアをチューブトップ姿などで飾ったほか、そのアザーカットを収録したデジタル写真集『内緒のひととき』（光文社）が発売された。
2024年3月20日、京セラドーム大阪にて開催されたファッションイベント「KANSAI COLLECTION 2024 SPRING&SUMMER」にゲストとして登壇した。同年3月29日、「ゆるふわたいむ」の2代目MCを卒業した。
2024年4月2日、バンテリンドームにて開催された中日ドラゴンズ対読売ジャイアンツ戦の始球式に登板し、愛知県出身ゆえに幼少期から身近な存在でもある中日へエールを送った。同年4月19日、ゴルフ場「ロイヤルスターゴルフクラブ」にて開催されたプラチナムプロダクションのゴルフ女子チーム「PLATINUM GOLF」が主催する初のゴルフコンペ「第1回PLATINUM GOLFコンペ」に自身らメンバー10人を含む総勢56人で参加し、ラウンドを楽しんだ。5月25日、JAグループの部活動応援ドキュメンタリーYouTube番組『キラリちゃん』のMCに就任した。
2024年6月17日、30歳の誕生日を迎えたことを自身のSNSにて報告した。同年7月1日、GMO外貨のイメージキャラクターに就任した。
2024年8月14日、ラジオ番組『アッパレやってまーす!』（MBSラジオ）に休演した筧美和子の助っ人として出演し、ケンドーコバヤシから色気のある喋り方をイジられ、現在の滑舌の悪さは歯列矯正中によるものであることを明かした。同年8月21日にも代打出演し、自身で誇れる部位に「縦長なおへそ」を挙げたほか、「美しすぎる」との美称によるプレッシャーについては「自分から言ったわけでもないうえ、感じ方は人それぞれだと思うし、あまり騒ぎ立てないで欲しいので嫌」との持論を語った。
2024年9月5日、『週刊ヤングジャンプ』同年40号の表紙と巻頭グラビアを飾ったほか、そのアザーカットを収録したデジタル写真集『さわがしくても、きっと振り返る』（集英社）が発売された。同年9月6日、エスコンフィールドHOKKAIDOにて開催された北海道日本ハムファイターズ対オリックス・バファローズ戦の始球式に日本ハムのユニフォームとショートパンツ姿で登板した。
2024年12月1日、HMV&BOOKS 渋谷店にて開催された2025年卓上カレンダーの発売記念イベントに登壇し、撮影は秋の東京都内にて行われたことやお気に入りのカットを挙げたほか、昨年の同イベントで望んだ引っ越しが叶ったことや来年は今年の2倍は稼ぎたいとの旨を述べた。
2025年6月17日、31歳の誕生日を迎えてこれからも仕事に邁進したいとの旨や公式ファンクラブを開設したとの旨を、自身のInstagramにて報告した。同年7月18日、『東京カレンダー』の「東京プールラバー」を5年ぶりに飾った。

## 人物
- 趣味は旅行、ゴルフ、競馬、映画鑑賞[雑誌 3][5][33]。
  - ゴルフについては、2022年時点のベストスコアは96[33][120]。2018年に雑誌（『GOLF TODAY』）の仕事でコンペに参加する際に練習したことから趣味となった[注 24]が、負けず嫌いの性格ゆえに当時は週に3回くらい練習に通い、スコアが1年で100を切れたという[120]。
  - 競馬については、2020年の第65回有馬記念がきっかけで大好きとなり、2021年の第38回フェブラリーステークスでは5千円の馬券で46万5千円を当てたという[121]。なお、馬券の買い方は「当たればいい」が基本で、「買った分だけ戻ってくれば上出来」という感覚のもと、地味にコツコツ（基本的には馬連、ワイド、3連複などを中心に）買っているという[122]。
- 特技はダイビング[注 25]、乗馬、腹筋を割ること、イチゴの大食い[33]。好きな色はピンク[雑誌 4]。憧れの女優・タレントは井川遥と小嶋陽菜[124]。
- 左利き、クォーター[26]。
- 小学時代は運動会の徒競走に毎年出場し、中学時代はバスケットボール部に入っていた[124]。中学の途中までは陽気だったが転校後は一匹狼のように変わり、反抗期だったこともあってギャル系の派手な容姿で我が道を行っていたという[5]。
- 「葉月えみり」名義当時にレースクイーンを目指したきっかけは、某チームのユニットの本社が豊田市に所在していたことに始まり、そこからレースクイーンのコスチュームを可愛く思い、着てみたいと思ったことであるという[2]。
- 「雪平莉左」は姓名判断で画数のバランスを見ながら自分で考えた芸名であり、好きな白い肌や左利きであることの要素を入れたかったほか、芸能人に「雪平」があまりいなかったことから良いなと思ったが、「りさ」の「さ」に「左」を使うことからも当初はプラチナムプロダクションに見たことのない名前すぎると思われ、あまり良い顔をしてもらえなかったという[12][29]。しかし、現場ではさまざまな人から「本名なの？」と興味を持ってもらえることが多いという[29]。
- 井上対ドネア戦のラウンドガールで注目されるようになって以降、普段は世代の近い男性との交流や出会いがないが、SNSなどでDMはサッカー選手から来るようになったという[125]。なお、ラウンドガールについてはそれ以前にも後楽園ホールにて行われているフジボクシングの興行に月1ペースで出ており、世界戦は井上対ドネア戦が初めてだったという[3]。一方、ラウンドガールがきっかけで自分を知った人から「“ぽっと出”で調子に乗ってグラビアとかやるなよ」と言われた際には、「人気が上がったからグラビアを始めた」と思われていることに複雑な思いを抱いたという[126]。
- 普段はマイペースであり、親しい友人から「人の話を聞かないよね」と言われることもあるという[3]。また、1人でよく映画館へ出かけるうえ、仕事終わりにはパスタ屋や定食屋にも入るほか、近所の魚の定食屋では男性客に混じって黙々と魚を食べているという[3]。
- グラビアについては、素肌にエプロンや手ブラなど、露出度が高いものへの恥ずかしさはないうえ、自分が良いなと思えば肌の露出はまったく気にならないという[31]。また、見るたびに知らない自分が写っているなど、自分の表現の可能性を広げてくれる面白さがあるため、笑顔が増えて色んな人から「柔らかくなったね」と言われるようになったという[31]。なお、尻の肌については、2024年カレンダーの発売記念ベントにて「ボディクリームなどを風呂上がりに毎日塗り、保湿などを欠かさないようにしていた」との旨を明かしている[127]。
- 上京から6年が経過した2024年時点でも、初めてのテレビ番組の仕事は緊張する[85]。それゆえ、基本的に「当たって砕けろ」の精神で仕事を分析し、自分の魅力が発揮される言動を考えて現場で出し尽くすが、放送を見るまでは安心できないという[85]。
- グラビアアイドルとしての美称には「グラビア界のビーナス」[128][129][130]などが見られる。
- 同じくプラチナムプロダクション所属の花巻杏奈は、同郷にして小学生当時から仲が良く、尊敬してくれる後輩でもある[131]。

## 出演

### イメージガール
- 「GTバーディーズ2019」（2019年） - メンバー[132]
- 「2019 SUPERGT YOKOHAMA ADVAN GAL」（2019年） - メンバー[133]
- 「バンコクオートサロン2019」（2019年） - イメージガール[134]
- 『ロストエデン：神力覚醒』（2023年） - イメージキャラクター「シルバーバレット」 役[135]
- 『プロ野球スピリッツA』（2023年7月17日 - 8月17日） - イベント「プロスピグランプリ」の秘書 役[136]
- ブルースカイソーラー（2023年12月15日 - ） - イメージキャラクター[137]
- GMO外貨（2024年7月1日 - ） - イメージキャラクター[104]
- 『プロ野球スピリッツ2024-2025』（2024年9月19日発売） - 「my BALLPARK」モードの秘書 役[11]

### テレビバラエティ
- しゃべくり007 （2020年10月12日 - 、日本テレビ） - バニーガール[注 26][145]
- ダイアン津田のバーディーチャンす〜（2023年5月16日 - 2025年4月1日、東海テレビ） - アシスタント[146][147]
- うまカルテット（2024年1月7日 - 、フジテレビ） - ナビゲーター[注 27][149]

### テレビドラマ
- スタンドUPスタート 第1話（2023年1月18日、フジテレビ） - ラウンドガール 役[150]
- おひとり様ゴルフ（2023年3月16日、テレビ東京） - 主演：風香 役[62][63]
- 今日からヒットマン 第5話（2023年11月24日、テレビ朝日） - リンコ 役[77][注 28]

### インターネット配信
- ゆるふわたいむ（2023年4月4日 - 2024年3月29日、YouTubeチャンネル） - 2代目MC[65][94]
- キラリちゃん（2024年5月25日 - 、YouTube番組） - MC[101]
- ズバッと派遣!姫華（2025年夏配信開始予定、タテドラ） - 主演：石田さゆり 役（HIMEKAとダブル主演）[151]

### ウェブ連載
- 雪平莉左のゴルフSOS（2022年12月16日 - 、集英社）[152]
- 雪平莉左 勝利の女神（2022年12月23日 - 、日刊スポーツNEWS）[153]

## 作品

### デジタル写真集
- 癒されたい（2021年3月18日、集英社）[30][154]
- 触れたい身体（2021年7月1日、集英社）[155][154]
- エチエチお姉さん 〜清楚編〜 / 〜セクシー編〜（2021年9月28日、光文社）[156][157]
- 寝ても覚めても（2021年11月18日、集英社）[158][154]
- 綺麗なお姉さんは、好きですか？VOL.1 / VOL.2（2021年12月17日、講談社）[159][160]
- 昼下がりのホテルで（2022年2月1日、光文社）[161][162]
- さざ波が聞こえる（2022年2月11日、光文社）[162]
- 人生で一度の初めてをあなたに。（2022年2月17日、集英社）[154]
- 春に淫するひと。（2022年3月28日、集英社）[163][154]
- まだ昼下がりなのに（2022年6月29日、白泉社）[164]
- 甘美なひととき。（2022年8月1日、秋田書店）[165]
- Summer Jam（2022年8月2日、双葉社）[166]
- the end of fascination and temptation（2022年8月26日、主婦の友インフォス）[167]
- DOMINATE（2022年9月5日、東京ニュース通信社）[168][169]
- とろけて…あふれる（2022年9月15日、集英社）[154]
- 北へ。〜prologue〜（2022年9月18日、集英社）[154]
- Refrain Memory（2022年9月28日、KADOKAWA）[170]
- キミにK.O.（2022年9月30日、講談社）[171]
- 極上チラリズム（2022年11月15日、光文社）[172][173]
- ゆらめき（2022年11月18日、スクウェア・エニックス）[174][175]
- Winter Kiss（2022年12月6日、双葉社）[176]
- YJ 雪平莉左デジタル写真集〜特装合本版〜（2022年12月22日、集英社）[注 29][154]
- Silent Night（2022年12月23日、小学館）[177]
- トップ・オブ・ビューティ（2022年12月27日、講談社）[178]
- ひたすら、雪平。（2022年12月29日、白泉社）[179]
- 凜として、純白。（2023年1月4日、集英社）[56][154]
- 甘く、柔らかく（2023年1月8日、秋田書店）[180]
- オレ目線（2023年1月20日、主婦の友インフォス）[181][182]
- 誘われる。（2023年2月1日、ワン・パブリッシング）[183]
- もう一つの顔（2023年2月2日、集英社）[154]
- 可愛くてゴメン（2023年2月27日、小学館）[184]
- Spring Groove（2023年3月7日、双葉社）[185]
- プリズム（2023年3月17日、スクウェア・エニックス）[186][187]
- 女王の証明（2023年3月28日、光文社）[188][189]
- にわか雨が止むまで（2023年4月29日、白泉社）[190]
- キレイナコ（2023年5月1日、秋田書店）[191]
- 美しく乱れて（2023年5月17日、講談社）[192][193]
- 春に会えたら（2023年5月29日、ワニブックス）[194][195]
- 濡れて、火照って。（2023年6月15日、講談社）[196][197]
- スイートルームの秘め事（2023年6月17日、講談社）[198][199]
- キミが微笑めば…（2023年6月29日、集英社）[154]
- キミが微笑めば…世界が微笑む!!（2023年7月6日、集英社）[154]
- Fluctuation（2023年7月18日、小学館）[200]
- トーチカ（2023年8月10日、小学館）[201]
- 女神と密会（2023年9月12日、光文社）[128][202]
- 美しすぎるリングガールとの秘め事（2023年10月27日、扶桑社）[203]
- 癒しのマシュマロボディ（2023年10月27日、扶桑社）[203]
- Main Dish（2023年12月25日、小学館）[81]
- 冬に泳ぐ。〜prologue〜（2024年1月15日、集英社）[154]
- PINK（2024年2月1日、集英社）[89][154]
- 内緒のひととき（2024年3月12日、光文社）[90][204]
- WPB 雪平莉左デジタル写真集〜特装合本版〜（2024年5月6日、集英社）[注 30][154]
- YJ 雪平莉左デジタル写真集〜特装合本版2〜（2024年5月30日、集英社）[注 31][154]
- さわがしくても、きっと振り返る（2024年9月5日、集英社）[109][154]

### 写真集
- とろける。（2022年4月21日、撮影：佐藤佑一、集英社） ISBN 978-4-08-790072-9[205] ※デジタル版は2022年6月9日発売[206]。

### カレンダー
- 雪平莉左 2023年カレンダー 壁掛けB2/卓上タイプA5（2022年11月21日、わくわく製作所）[49][207]
- 雪平莉左 2024年カレンダー 壁掛けB2/卓上タイプA5（2023年11月25日、わくわく製作所）[208][209]
- 雪平莉左 2025年卓上カレンダー（2024年11月30日、わくわく製作所）[116][210]